# 阿爾及利亞號重巡洋艦
阿爾及利亞號重巡洋艦（法語：Algérie）是法國海軍最後一款建造的重巡洋艦。本艦的建造目的是為了回應義大利皇家海軍扎拉級重巡洋艦所帶來的威脅。不同於以往的杜肯級和蘇弗朗級，阿爾及利亞號使用全新的設計，擁有完整的裝甲防護和動力配置，並使用焊接工法取代傳統鉚接。同時阿爾及利亞號是最後一款「條約型巡洋艦」，且在當時被認為是各海軍列強中最為出色的重巡洋艦。
本艦名稱是以紀念法國殖民阿爾及利亞適逢100週年而來，否則慣例上，法國海軍的主要船艦通常皆以歷史名人或政治人物命名。

## 服役歷史

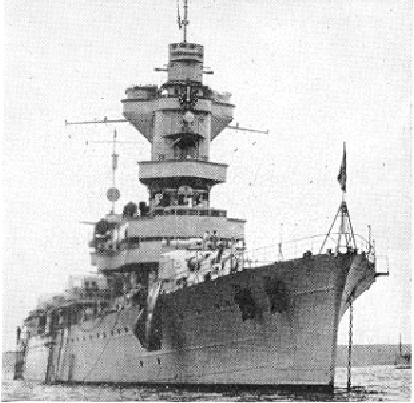
美國海軍於1942年所使用的敵我辨識相片。

阿爾及利亞號重巡洋艦於第二次世界大戰爆發時成為法國海軍第一巡洋艦隊的旗艦；該艦隊尚包含了杜布雷號重巡洋艦、福煦號重巡洋艦、杜肯號重巡洋艦、圖爾維爾號重巡洋艦、柯爾貝爾號重巡洋艦與部分來自第5、第7與第9驅逐艦隊的驅逐艦。阿爾及利亞號、杜布雷號、史特拉斯堡號戰艦與英國皇家海軍所屬的競技神號航空母艦均駐紮於法屬西非的基地達卡，負責獵捕德軍的施佩伯爵號裝甲艦。
1940年3月，阿爾及利亞號在法國土倫完成升級改裝後即與布列塔尼號戰列艦一同載運3,000箱法國所屬的黃金前往加拿大。同年4月，阿爾及利亞號返回地中海。當義大利向法國宣戰時，本艦亦於同年6月炮擊了義大利北部的海港城市熱那亞。阿爾及利亞號在法國戰敗投降前的最後一項任務是擔任船團護衛艦。
在法國於1940年戰敗後，阿爾及利亞號持續服役於維琪法國海軍中，母港仍然為土倫。在維琪海軍的服役生涯中，本艦執行過的唯一一項任務是護送於凱比爾港海戰中遭受英軍攻擊且受損嚴重的普羅旺斯號戰艦返回土倫。1941年，本艦的次要武裝與防空火力均獲得大幅強化；次年本艦更加裝了早期型的法國製雷達。
當德軍於1942年11月27日入侵「自由區」時本艦仍然停泊於土倫；本艦隨後為避免遭德軍擄獲，遂在法國艦隊的自沉行動中於土倫自行鑿沉。艦上官兵在艦體各處安置了炸藥；德軍方面試圖以「自行鑿沉不符合停戰協定的規定」等說辭力勸法軍官兵，阿爾及利亞號的指揮官則要求德軍等待前者上級的指示後再做定奪，而此時引信已然被點燃。當法軍指揮官終於抵達時，他下令全體官兵離艦；德軍隨後準備登艦，但艦體卻於不久後爆炸，並持續燃燒了20天。
義大利於1943年3月18日打撈了部分艦體。其餘艦體則於1944年3月7日再次爆破鑿沉，並最終於1949年全部打撈上岸拆解。

## 腳註
1. ↑  Rohwer, Juergen; Huemmelchen, Gerhard,  3rd, London, England: Chatham Publishing: 28, 2005, ISBN 1-59114-119-2
2. ↑  Warship International, No. 3, 1997, p. 310.

## 外部連結
- （法文） Croiseur Algérie sur alabordache.fr （页面存档备份，存于）
- （法文） Le sabordage du navire en 1942 （页面存档备份，存于）